# Palästinensische Bibelgesellschaft
Die Palästinensische Bibelgesellschaft (PBG, engl. The Palestinian Bible Society) widmet sich der Verbreitung der Bibel und christlicher Schriften in den Palästinensischen Autonomiegebieten.
Die PBG wurde 1993 gegründet, arbeitet interkonfessionell und hat ihren Hauptsitz im Ostteil Jerusalems. Sie unterhält Niederlassungen im Gaza-Streifen und im Westjordanland, unter anderem in Nablus, Jericho, Betlehem und in Bir Zait bei Ramallah. Der im März 1999 als Gemeinschaftsprojekt mit der Missionsgesellschaft Open Doors eröffnete Buchladen in Gaza-Stadt ist das einzige Geschäft im Gaza-Streifen, in dem verschiedene Bibelausgaben öffentlich angeboten werden.
Zusammen mit 139 weiteren nationalen Bibelgesellschaften ist die PBG Mitglied im Weltbund der Bibelgesellschaften (United Bible Societies), dessen Aktivitäten im Heiligen Land bis 1816 zurückgehen.
Direktor der PBG ist zurzeit Labib Madanat. Der Zahl der Mitarbeiter ist von 3 bei der Gründung inzwischen auf ca. 30 angestiegen. Im Jahr 2005 wurden von der PBG nach eigenen Angaben über 43.000 Bibeln und mehr als 46.000 Ausgaben des Neuen Testaments verbreitet.
Während sich die Bevölkerung im Gaza-Streifen zu 98,7 % aus Muslimen, 0,7 % Christen und 0,6 % Juden zusammensetzt, sind im Westjordanland 75 % der Bevölkerung Muslime, 17 % Juden und 8 % Christen. Die überwiegende Mehrheit der Muslime gehört der sunnitischen Glaubensrichtung an.

## Einschüchterung und Anschläge
In der Nacht zum 15. April 2007 wurde der Buchladen der PBG in Gaza-Stadt, auf den bereits 2006 ein Bombenattentat verübt worden war, durch eine Bombenexplosion schwer beschädigt. Dem Bombenanschlag waren Drohungen auf Flugblättern vorausgegangen, in denen der PBG „Verbreitung einer anti-islamischen Lehre“ vorgeworfen wurde.
Am 6. Oktober 2007 wurde der Geschäftsführer des Buchladens der PBG in Gaza-Stadt, Rami Khader Ayyad, kurz nach Geschäftsschluss entführt. Am Morgen des folgenden Tages fand die palästinensische Polizei seine Leiche, die mehrere Einschüsse und Messerstiche aufwies, in der Nähe der Islamischen Universität. Ayyad hatte in den Wochen zuvor mehrfach Morddrohungen erhalten und war aufgefordert worden, keine christliche Literatur mehr im Gazastreifen zu verbreiten. Der 30-Jährige, der früher der römisch-katholischen Kirche angehört hatte, ehe er Baptist wurde, hinterlässt seine schwangere Frau Pauline und zwei kleine Kinder. Nach der Beisetzung, der ca. 300 Christen und Muslime beiwohnten, besuchte eine Delegation der regierenden Hamas die Familie und sprach ihr das Beileid aus. Der frühere Ministerpräsident Ismail Haniyya verurteilte den Mord, der ein großes Medienecho ausgelöst hat, und versicherte, man werde „nicht zulassen, dass irgendjemand die muslimisch-christlichen Beziehungen sabotiere“.